# Javier Elizondo
Javier Aníbal Elizondo (Laprida, 31 ottobre 1982) è un ex calciatore argentino, di ruolo attaccante.

## Palmarès

### Nazionali
- Primera B: 1

Curicó Unido: 2016-2017